# Aphnaeus esmeralda
Aphnaeus esmeralda är en fjärilsart som beskrevs av Butler 1885. Aphnaeus esmeralda ingår i släktet Aphnaeus och familjen juvelvingar. Inga underarter finns listade i Catalogue of Life.